# Carlo Pedini
Carlo Pedini (* 19. Juni 1956 in Perugia) ist ein italienischer Musiker und Komponist.

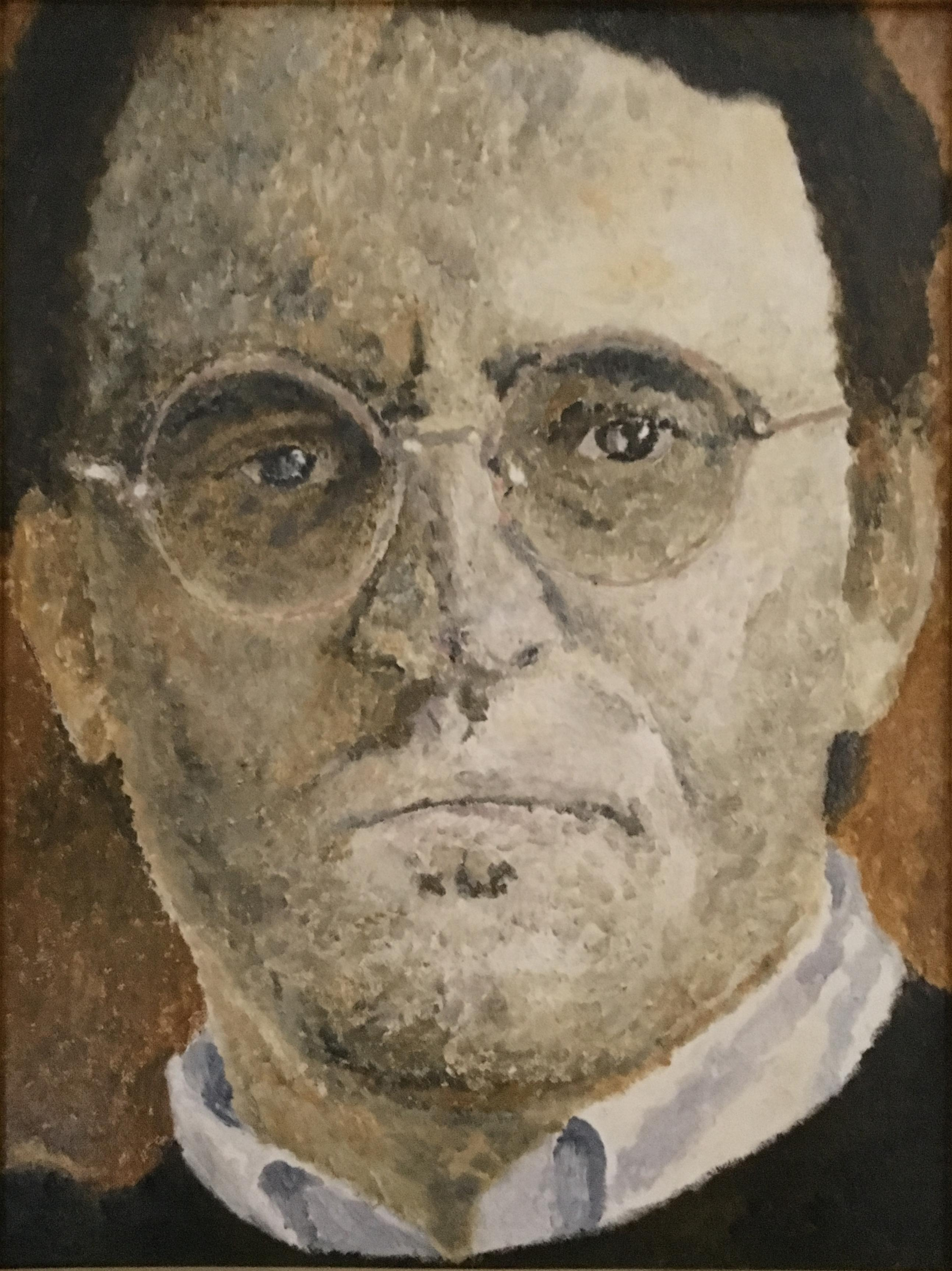
Carlo Pedini – Selbstbildnis

## Biografie
Carlo Pedini begann seine musikalische Ausbildung als Autodidakt, ehe er sich am Konservatorium seiner Heimatstadt Perugia einschrieb. Er studierte unter anderem bei Fernando Sulpizi, belegte Perfektionskurse bei Franco Donatoni in Siena und bei Salvatore Sciarrino in Città di Castello. Er beendete seine Studien am Konservatorium Rossini in Pesaro in den Fächern Chormusik und Chorleitung (1981) sowie in Perugia in Komposition (1983). Daneben absolvierte Pedini an der Universität Perugia ein Studium der Rechtswissenschaften, das er 1982 abschloss. Seit 1981 unterrichtet er Harmonielehre an verschiedenen staatlichen Konservatorien (u. a. Avellino, Pesaro, Perugia) und widmet sich in seiner Freizeit der Malerei.
Carlo Pedini ist seit 1980 bei verschiedenen internationalen Wettbewerben ausgezeichnet worden, u. a. in Rom (Concorso „Bucchi“), Venedig (Concorso „Opera prima“), Amsterdam („Gaudeamus“), Bologna (Concorso „2 Agosto“). 1993 schuf er als Auftragswerk der RAI das Oratorium Il Mistero Jacopone, das in Turin vom Symphonieorchester der RAI unter Karl Martin uraufgeführt wurde. Pedini ist Schöpfer von nunmehr fünf Opern, zahlreicher Sinfonien, Chor- und Kammermusik und erhält immer wieder Aufträge von bedeutenden Orchestern, Konzertverstaltern und Festivals.
Von 1988 bis 1995 war er Künstlerischer Leiter der „Divertimenti musicali“ seiner Heimatstadt Perugia; von 1996 bis 2003 fungierte er als Künstlerischer Leiter der Sagra Musicale Umbra, der bedeutendsten Konzertreihe sakraler Musik in Italien. Diese Aufgabe ermöglichte ihm die Zusammenarbeit mit herausragenden internationalen Musikern wie Ennio Morricone, Philip Glass oder Leo Brouwer. 2001 erfolgte die Uraufführung der 10. Sinfonie von Gustav Mahler in der Fassung von G. Mazzuca und N. Samale mit den Wiener Symphonikern unter der Leitung von Martin Sieghart.
Von 2011 bis 2016 war er Präsident der "Guido D'Arezzo" - Stiftung. Er betreibt auch Aktivitäten im Bereich der bildenden Kunst.
Danke vielseitigen Interessen veröffentlichte, er 2012 mit dem römischen Verlag Cavallo di Ferro seinen Debütroman "Die Sechste Staffel" der unter den Finalisten der LXVI-Ausgabe des Strega-Preises ausgewählt wurde. Basierend auf der Struktur von Thomas Manns Roman "Buddenbrooks", ist "Die Sechste Staffel" eine Art "Kompositionsexperiment", in dem der Autor die Regeln der musikalischen Komposition auf die Schaffung eines literarischen Texts.

## Werke
(alle veröffentlicht bei Sonzogno (Mailand), außer *)

### Für Orchester
- Concerto per violino (1981) – Geige und Orchester (*Ricordi, Milan)
- Il Cantico dei Cantici (1986)
- La Casa di Asterione (1989)
- Euclide si diverte (1991)
- Adagio (aus einer Studie von Jacopone) (1991) – Streicher
- Sinfonia (Reck-Sinfonie) (1993 - 1997)
- I colori del Perugino (1998)- Flöte, vier Klarinetten und Streicher
- Canzoni usa e getta (1998)
- Canone di Pedini (1999) – Streicher
- Canzonetta (2000)
- Non svegliate Verdi… (2001)
- Concertino a volo D’Angelo (2005) für Klavier, Chor ad libitum und Streicher
- Sei frammenti francescani (2006) für Stimme ad lib. und Orchester; zu Texten aus Vita S. Francisci („Das Leben des Hl. Franziskus“) von Tommaso da Celano
- La Follia (2009) für Streicher Orchester
- Canova 2016 (2016) für Streicher Orchester
- Le Stagioni non sono più le stesse (2017) für Geige und Streicher Orchester
- H2O - Concerto per pianoforte e archi (2016) für Klavier und Streicher Orchester

### Für Solisten, Chor und Orchester
- Torneremo a camminare (1985), Cantata für Chor, Streicher und Cembalo, Text von Aldo Capitini
- Il Mistero Jacopone (1989 - 1993) Dramatisches Oratorium für vier Stimmen, Bariton, Mittelalterliche Instrumente, Chor und Orchester; Texte von Claudio Novelli und Lucio Lironi
- In Te Domine speravi (1994 - 1995) für Chor (oder 4 Solostimmen), Orgel und Kammerorchester
- Te Deum (1994 - 1999) für Chor, Kinderstimmen, Orgel und Orchester
- Carme millenario (1999) für Chor und Blasorchester mit 5 Perkussionisten
- Pater noster (2000) für Tenor, Chor und Orchester
- Victimae paschali laudes (2000) für Tenor, Chor und Orchester
- Requiem (2000 - 2003) für Mixed-Chor, Kinderchor, Orgel und Streicher
- Missa Liturgica (2004) für Chor und Streicher(oder Orgel solo)

### Oper und Ballett
- Rabarbaro, rabarbaro (1982–83) Oper in einem Akt, Text von Gino Viziano (*Edi-pan, Rome)
- Orfeo in città (1996)  Oper in einem Akt, Text von Alberto Pellegrino
- Un giorno qualunque (1995 -1998)  Oper in einem Akt, Text von Gino Viziano und Carlo Pedini
- Così fan (quasi) tutte (2001–2002)  Oper in einem Akt, Text von Giacomo Pedini
- Il Pranzo (2002) Ballett in einem Akt für Orchester
- Il Miracolo (2004) Kammeroper in einem Akt, Text von Giacomo Pedini
- L’anima del Perugino (2004) Scena of ballet für Orchester

### Chorwerke
- Super flumina Babylonis (1988) für 5 Stimmen Mixedchor
- Magnificat (1997) zwei Versionen:
- Magnificat (klein), für 7 Frauenstimmen
- Magnificat (groß), für 7 Frauenstimmen, Klarinette und Streichquartett
- De Profundis (1999) für Chor und 4 Posaunen
- Missa brevis (De Angelis) (1999) für 3 Stimmen Mixed Chor und Orgel
- Veni creator spiritus (2000) für Chor, Orgel und Flöte ad libitum
- L’ironia bizzarra (2003) for 6 Frauenstimmen und Harfe oder Piano
- Ave Maris Stella (2003) Mixed Chor und Orgel
- Missa Liturgica (2004) Mixed Chor und Orgel (oder Streicher)
- Agnus tropato (2011), per 3 Cori a 4 voci miste
- San Francesco predica agli uccelli (2015), für 4 Stimmen Mixed Chor und Vogelstimmen
- Regina pacis (2017), für 4 Stimmen Mixed Chor und piano oder Streicher
- Tu es Sacerdos (2017), für 4 Stimmen Mixed Chor und piano oder Streicher

### Kammermusik
- La clessidra dai chicchi di grano (1983) Gitarre
- Il mattino della terza giornata (1983, Texte von Beti Jordan)
- Due lieder da "Il mattino della terza giornata" (1983)
- L'acciarino di Weber (1983, Klarinette)
- Gli occhi (chiari) del tempo (1985, Klarinette und Piano)
- Una serata di esercitazioni campali delle termiti guerriere (1985 - 1996, 5 Perkussionisten)
- Un'ipotesi di tango (1991-1995, Gitarre)
- Sonata (1995, Geige und Piano)
- La nebbia di Hietzing (1995) Klarinette und Streichquartette
- Sonata da camera (1996) Geige und 8 Instrumente (Flöte, Klarinette, Fagott, 2 Geigen, Viola, Cello und Kontrabass)
- Due interludi per Orfeo (1997) Geige, Klarinette und Piano
- Gino ed altri angeli (1997) Sopran, Flöte und Piano
- Le strade di Torquato (1998) 12 Perkussionisten
- Buon Anniversario (2001) 10 Instrumente
- Vent’anni dopo (2001) Klarinette
- Canzoni profane (2003) Klarinette und Streichquartette

## Partielle Diskographie

### Alben
- 1997 - Rabarbaro rabarbaro - Solisten und Chor der Osimo's Liric Academie, Orchestra Filarmonica Marchigiana; Daniele Gatti, Dirigent(Edipan-PAN-PRC-S20-53-1LP)[2]
- 1995 - Il Mistero Jacopone - RAI Turin Symphonische Orchester; Karl Martin, Dirigent(Quadrivium-SCA056-1CD)
- 2009 - Angela da Foligno - Chor "M.Alboni"; Orchester "I Solisti di Perugia"; Marcello Marini, Chorleiter; Carlo Pedini, Dirigent(Quadrivium-QUAD80005-2CD)
- 2010 - Te Deum / Cantico delle creature - Chor "Marietta Alboni"; Orchester "I Solisti di Perugia"; Marcello Marini, Chorleiter; Carlo Pedini, Dirigent(Quadrivium-QUAD006-1CD)
- 2011 - Requiem - Kusatsu Festival Choir and Orchestra; Fumiaki Kuriyama, Chorleiter; Jörg Ewald Dähler, Dirigent(Quadrivium-QUAD80008-1CD)
- 2011 - Vespro di Santa Veronica - Chor "M.Alboni"; Orchester "Collegium Tiberinum"; Marcello Marini, Dirigent(Quadrivium-QUAD00010-1CD)
- 2011 - Magnificat - Chöre  "Kamenes In Canto" und "Polifonica Pievese"; Orchester "Città di Arezzo"; Gabriella Rossi, Chorleiter; Francesco Seri, Dirigent(Quadrivium-QUAD00011-1CD)
- 2018 - Messe, Inni, Mottetti, Madrigali spirituali - "UT - Insieme vocale consonante", Lorenzo Donati Dirigent; Alessandro Tricomi orgel, Fabio Afrune Klavier(Quadrivium-QUAD00012-2CD)
- 2018 - Carlo Pedini: La musica sacra - BOX mit 9 CDs mit der gesamten Produktion von geistlicher Musik. Verschiedene Musiker.(Quadrivium-SCA056, QUAD0005, QUAD006, QUAD008, QUAD00010, QUAD00011, QUAD00012)[3]

### Compilations
- 1986 - "L'acciarino di Weber" in: MUSICISTI CONTEMPORANEI - Ciro Scarponi, clarinet (Edipan-PAN-PRC-S20-31-1LP)[4]
- 1987 - "Gli occhi (chiari) del tempo" in: MUSICISTI CONTEMPORANEI - Ciro Scarponi, clarinet; Stefano Ragni, Klavier (Edipan-PAN-PRC-S20-45-1LP)[4]
- 2005 - "Vent'anni dopo" in: "IL CLARINETTO DI CIRO SCARPONI" - Ciro Scarponi, clarinet (Hyperprism-LM109-1CD)
- 2005 - "Requiem" in: "The 26th KUSATSU INTERNATIONAL SUMMER FESTIVAL" - Kusatsu Festival Choir and Orchestra; Fumiaki Kuriyama, Chorleiter; Jörg Ewald Dähler, Dirigent (Camerata-Tokyo-CDT1067-1CD)
- 2008 - "Absolve Domine" in: REQUIEM - Fratelli Mancuso,voci e strumenti; Coro "Armoniosoincanto"; Menna String Quartet, Carlo Pedini, Franco Radicchia, Dirigent (Amiata Records-ARNR0308-1CD)
- 2009 - "La Follia" in: I REPERTORI DELLA FONOTECA "ORESTE TROTTA" VOL.2 - Orchester "I Solisti di Perugia"; Carlo Pedini, Dirigent (LaMaggiore-LM121-1CD)
- 2018 - "Le Stagioni non sono più le stesse" - Concerto per violino e orchestra d'archi (2017) - KLK Symphony Orchestra, Marko Komonko Geige, Ferdinando Nazzaro Dirigent. (Quadrivium-Egea-records - QUAD00013-1CD)
- 2019 - "La Follia" für Streicher (2009) - KLK String Orchestra, Ferdinando Nazzaro direttore. (Brilliant Classics 95822-1CD)[3]